# Leichtathletik-Europameisterschaften 1966/Weitsprung der Männer

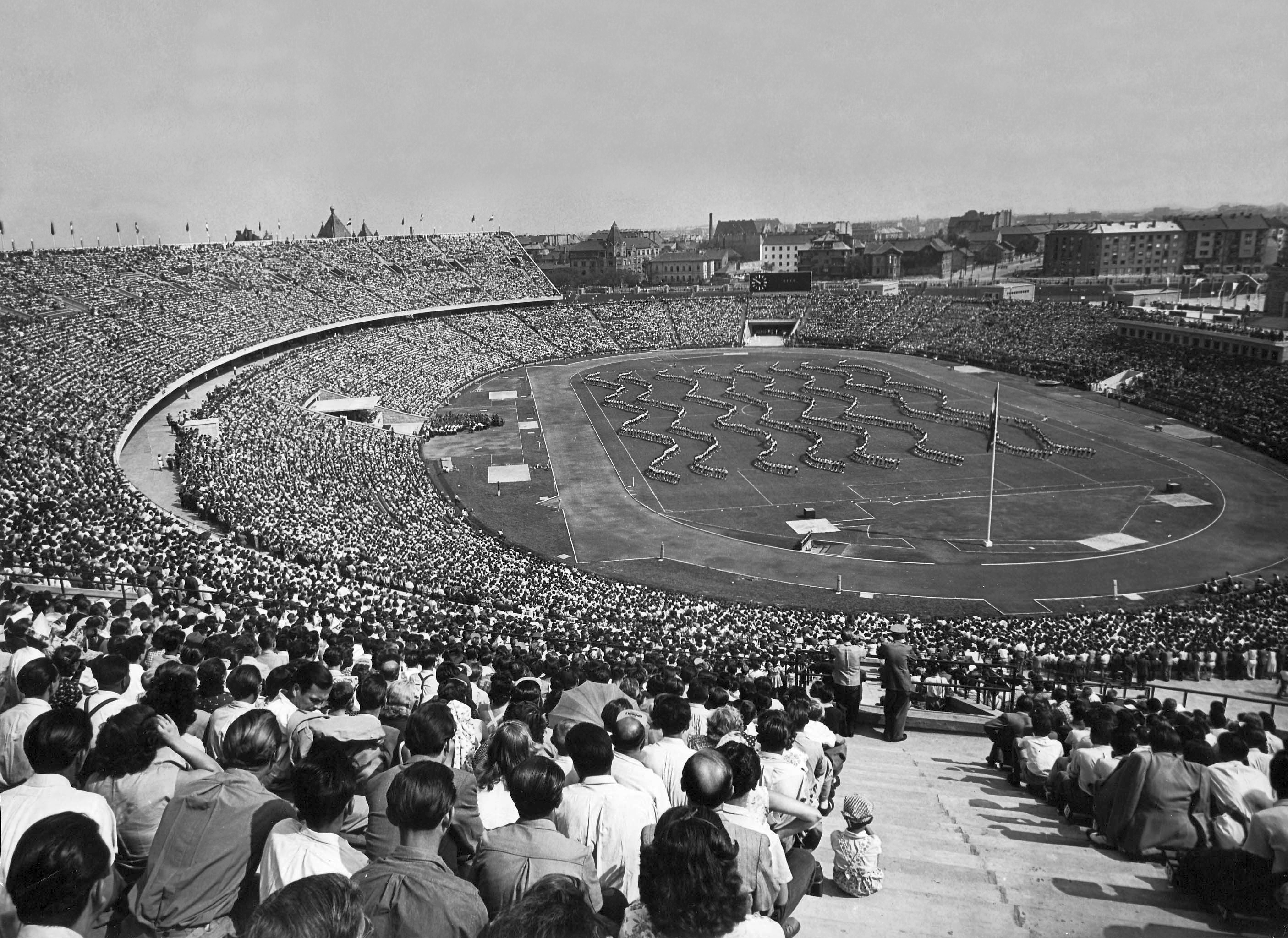
Das Népstadion bei einer Veranstaltung im Jahr 1953

Der Weitsprung der Männer bei den Leichtathletik-Europameisterschaften 1966 wurde am 30. und 31. August 1966 im Budapester Népstadion ausgetragen.
Europameister wurde der britische Olympiasieger von 1964 Lynn Davies. Er gewann vor dem Titelverteidiger, Europarekordinhaber und zweifachen Olympiadritten von 1960 und 1964 Igor Ter-Owanessjan aus der Sowjetunion. Bronze ging an den Franzosen Jean Cochard.

## Rekorde

### Bestehende Rekorde
| Weltrekord           | 8,35 m | Ralph Boston        | Modesto, USA                          | 29. Mai 1965       |
| Europarekord         | 8,31 m | Igor Ter-Owanessjan | Jerewan, Sowjetunion (heute Armenien) | 10. Juni 1962      |
| Meisterschaftsrekord | 7,87 m | Igor Ter-Owanessjan | EM Belgrad, Jugoslawien               | 14. September 1962 |

### Rekordverbesserung
Der EM-Rekord wurde verbessert und darüber hinaus gab es einen neuen Landesrekord.
- Meisterschaftsrekord: 7,98 m – Lynn Davies (Großbritannien), Finale am 31. August
- Landesrekord: 7,88 m – Jean Cochard (Frankreich), Finale am 31. August

## Qualifikation
30. August 1966, 17.15 Uhr
Die zwanzig Teilnehmer traten zu einer gemeinsamen Qualifikationsrunde an. Dreizehn Athleten (hellblau unterlegt) erreichten die Qualifikationsweite für den direkten Finaleinzug von 7,40 m. Damit war die Mindestanzahl von zwölf Finalteilnehmern übertroffen.
| Platz | Name                   | Nation           | Weite (m) |
| ----- | ---------------------- | ---------------- | --------- |
| 1     | Igor Ter-Owanessjan    | Sowjetunion      | 7,67      |
| 2     | Rainer Stenius         | Finnland         | 7,60      |
| 3     | Jean Cochard           | Frankreich       | 7,60      |
| 4     | Lynn Davies            | Großbritannien   | 7,59      |
| 5     | Leonid Barkowskyj      | Sowjetunion      | 7,55      |
| 6     | Jack Pani              | Frankreich       | 7,54      |
| 7     | Pertti Pousi           | Finnland         | 7,53      |
| 8     | Hermann Latzel         | BR Deutschland   | 7,52      |
| 9     | Miroslav Hutter        | Tschechoslowakei | 7,49      |
| 10    | Andrzej Stalmach       | Polen            | 7,47      |
| 11    | Ali Brakchi            | Frankreich       | 7,44      |
| 12    | Pentti Eskola          | Finnland         | 7,42      |
| 13    | German Klimow          | Sowjetunion      | 7,42      |
| 14    | Raycho Tsonev          | Bulgarien        | 7,36      |
| 15    | Dimosthenios Manglaras | Griechenland     | 7,35      |
| 16    | Adrian Samungi         | Rumänien         | 7,30      |
| 17    | József Hossala         | Ungarn           | 7,27      |
| 18    | Vasile Sărucan         | Rumänien         | 7,07      |
| 19    | Béla Margitics         | Ungarn           | 6,72      |
| 20    | Alfred Bajada          | Malta            | 6,02      |
| DNS   | Yves Theisen           | Belgien          |           |

## Finale

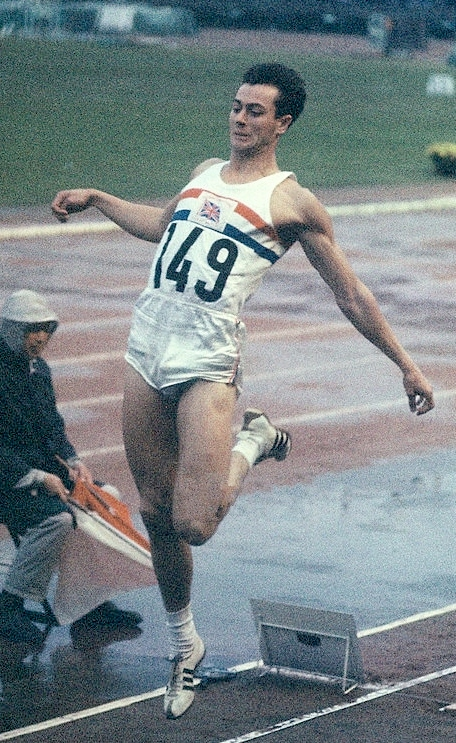
Nach seinem Olympiasieg 1964 wurde Lynn Davies nun auch Europameister
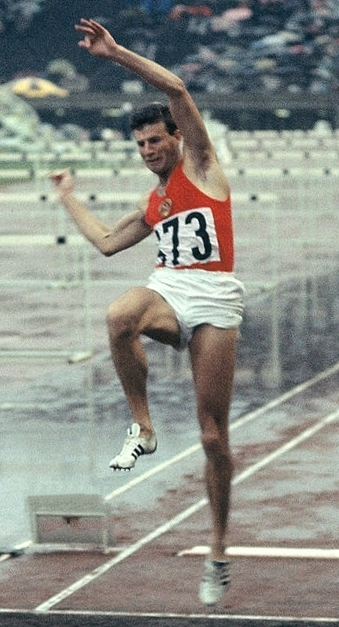
Igor Ter-Owanessjan – nach zwei Europameistertiteln diesmal Zweiter

31. August 1966, 17.30 Uhr
| Platz | Name                | Nation           | Weite (m) |
| ----- | ------------------- | ---------------- | --------- |
| 1     | Lynn Davies         | Großbritannien   | 7,98 CR   |
| 2     | Igor Ter-Owanessjan | Sowjetunion      | 7,88      |
| 3     | Jean Cochard        | Frankreich       | 7,88 NR   |
| 4     | Leonid Barkowskyj   | Sowjetunion      | 7,74      |
| 5     | Rainer Stenius      | Finnland         | 7,68      |
| 6     | Hermann Latzel      | BR Deutschland   | 7,59      |
| 7     | Pentti Eskola       | Finnland         | 7,51      |
| 8     | Pertti Pousi        | Finnland         | 7,46      |
| 9     | Miroslav Hutter     | Tschechoslowakei | 7,33      |
| 10    | Andrzej Stalmach    | Polen            | 7,31      |
| 11    | Jack Pani           | Frankreich       | 7,31      |
| 12    | German Klimow       | Sowjetunion      | 7,30      |
| 13    | Ali Brakchi         | Frankreich       | 7,21      |

Im Finale erzielte Europameister Lynn Davies mit seinen sechs Versuchen folgende Weiten:

7,48 m – 7,63 m – 7,51 m – 7,66 m – 7,70 m – 7,98 m.

Daraus wird ersichtlich, dass Davies den EM-Titel erst mit seinem letzten Sprung errang. Vorher hatte er den vierten Rang belegt und wäre ohne Medaille geblieben.

## Video
- European Athletics In Budapest (1966), Bereich: 1:06 min bis 1:55 min, youtube.com, abgerufen am 17. Juli 2022